# Otto Hauser (Archäologe)

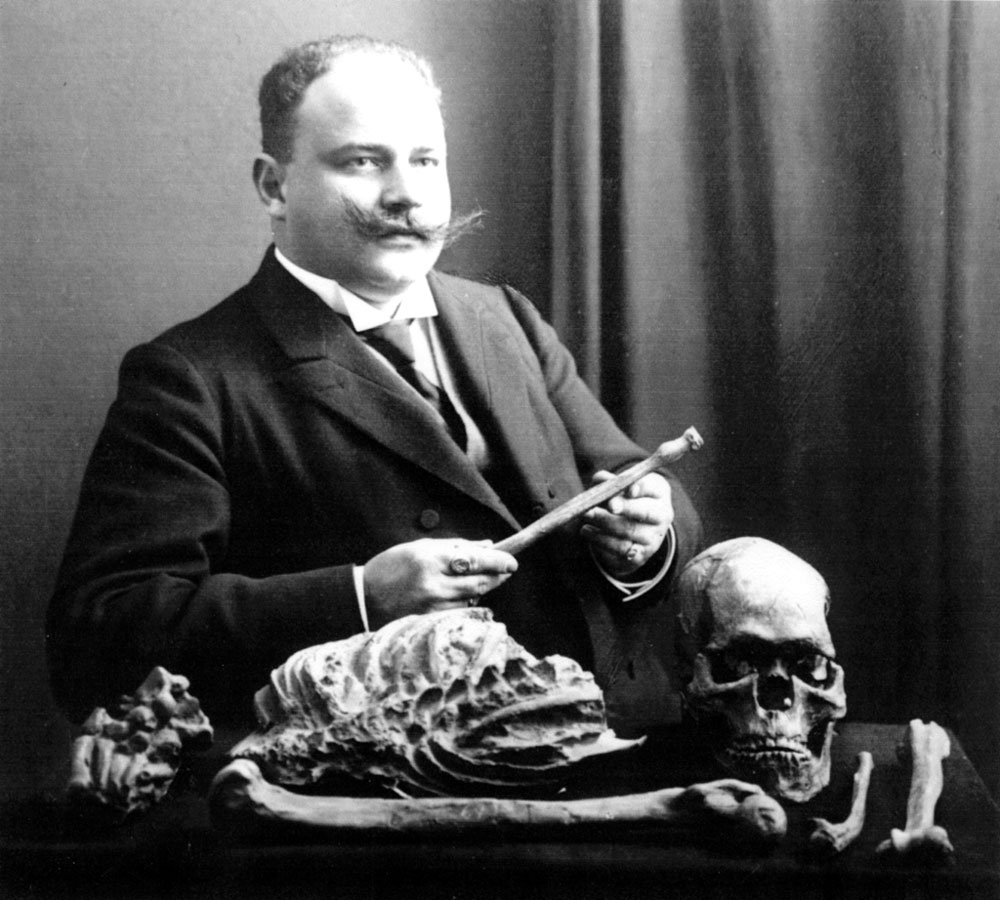
Otto Hauser mit dem Skelett des Mannes von Combe Capelle (1909)

Otto Hauser (* 12. April 1874 in Wädenswil; † 14. Juni 1932 in Berlin) war ein Schweizer Kunsthändler und überwiegend autodidaktisch arbeitender Archäologe. Er war Entdecker berühmter paläolithischer Fundstellen im Département Dordogne, wo er von 1906 bis 1914 in großem Umfang archäologische Ausgrabungen durchführte. Einige seiner populärwissenschaftlichen Bücher zur Urgeschichte erreichten hohe Auflagen und wurden in andere Sprachen übersetzt.

## Leben

### Jugend in der Schweiz
Otto Hauser hatte schon während seiner Jugend ein großes Interesse an der Archäologie. Von 1892 bis 1894 studierte er Altphilologie, Geschichte und Archäologie an der Universität Basel, von 1894 bis 1900 an der Philosophischen Fakultät der Universität Zürich und der Eidgenössischen Technischen Hochschule Zürich. 1897 bis 1898 führte er Grabungen im Römerlager von Vindonissa durch und entdeckte die Überreste des Amphitheaters von Windisch. Einen Höhepunkt bildete der Fund der Silberpfanne, einer ein Kilogramm schweren römischen Schöpfkelle für Wein, die er im Dezember 1898 im Helmhaus in Zürich privat verkaufte. Sein Wohnhaus, die Villa «Belair» an der Seestrasse 86 in Rüschlikon, trägt noch heute diesen Namen an der Fassade sowie zwei Historienbilder mit römischen Ruinen, die er anbringen liess und die heute noch sehr gut erhalten sind.

### Aktivitäten im Département Dordogne
Im selben Jahr hatte er die Möglichkeit, im Département Dordogne auf eigene Faust Ausgrabungen durchzuführen, die er in Chez-Pataud begann. 1904 eröffnete Hauser ein Antiquariat in München. 
Im Frühjahr 1906 begann er in der seit 1895 bekannten und bereits von Louis Capitan untersuchten Fundstelle La Micoque bei Les Eyzies-de-Tayac-Sireuil mit Grabungen und publizierte erste Ergebnisse. Gleichzeitig entwickelte er einen Geschäftssinn für die Vermarktung paläolithischer Funde der Dordogne. Ab 1906 hatte Hauser einen Wohnsitz unmittelbar neben der Fundstelle von Laugerie-Haute (das sogenannte Standquartier) und arbeitete nun regelmäßig in Les Eyzies und auf den von ihm gepachteten Fundplätzen. Zu diesem Zweck organisierte er selbständig arbeitende Grabungsmannschaften, die unter seiner Anleitung parallel an verschiedenen Fundplätzen ausgruben. Bis 1910 pachtete er 20 Fundstellen im Gebiet um Les Eyzies. Wie Hauser selbst erwähnt, ließ er an insgesamt 34 Fundplätzen ausgraben. Die bedeutendsten dieser Fundplätze waren:
- Chez Pataud (Grabung 1898)
- Laugerie-Basse (Grabungen 1898/1899 und 1907)
- La Micoque (Grabung 1906)
- Le Moustier, Le Ruth, Longueroche, Fongal, Combe Capelle (Grabungen ab 1907)
- La Souquette, Badegoule (Grabung 1910)
- Laugerie-Haute, Thenon, La Rochette, La Balutie, La Faurelie (Grabungen 1910–12)

Schon 1906 verkaufte er eine große Zahl von Faustkeilen (sogenannte Micoque-Keile), die er bei den Grabungen in La Micoque fand, an Museen und Sammler. Auch die Naturhistorische Gesellschaft Nürnberg konnte im Jahre 1906 eine „repräsentative Sammlung“ französischer Vorgeschichtsfunde von Otto Hauser erwerben.
Hauser entdeckte 1907 bei Grabungen in Laugerie-Basse die „Werkstätte der Knochenschnitzer“ und die „Wildfanggruben“ von Laugerie-Haute. Er grub ab 1908 außerdem als Erster im unteren Abri von Le Moustier, wo einer seiner Grabungsarbeiter das Skelett eines jugendlichen Neandertalers freilegte. Dieses wurde am 12. August 1908 von Otto Hauser gemeinsam mit dem Anthropologen Prof. Hermann Klaatsch geborgen und erhielt den wissenschaftlichen Namen Homo mousteriensis Hauseri.
Zu Hausers wichtigsten Entdeckungen gehörte außerdem das 1909 geborgene Skelett des Mannes von Combe Capelle im Tal der Couze bei Montferrand-du-Périgord, das von ihm Homo aurignacensis Hauseri genannt und anhand vermeintlicher Grabbeigaben ins Aurignacien gestellt wurde. Um weitere Grabungen zu finanzieren, verkaufte er beide Skelette nach Berlin. Im Jahre 1910 veröffentlichte die französische Zeitung Le Matin einen Artikel gegen Hauser wegen des – aus französischer Sicht skrupellosen und profitgierigen – Verkaufs von Funden insbesondere nach Deutschland. Für Hauser kann ins Feld geführt werden, dass er bei seinen Grabungen bereits geodätische Einmessungen wichtiger Befunde und Fundschichten mit einem Nivelliergerät durchführen ließ. Seine Grabungsmethoden waren bei Fachkollegen jedoch sehr umstritten. 1913 trat in Frankreich ein Gesetz zum Schutz der Altertümer in Kraft. Bis dahin war der Verkauf von Funden auf eigenem Grund und Boden nach französischem Recht legal. Das nun geltende Exportverbot brachte Hauser zunehmend in finanzielle Schwierigkeiten.

### Dritter Lebensabschnitt in Deutschland

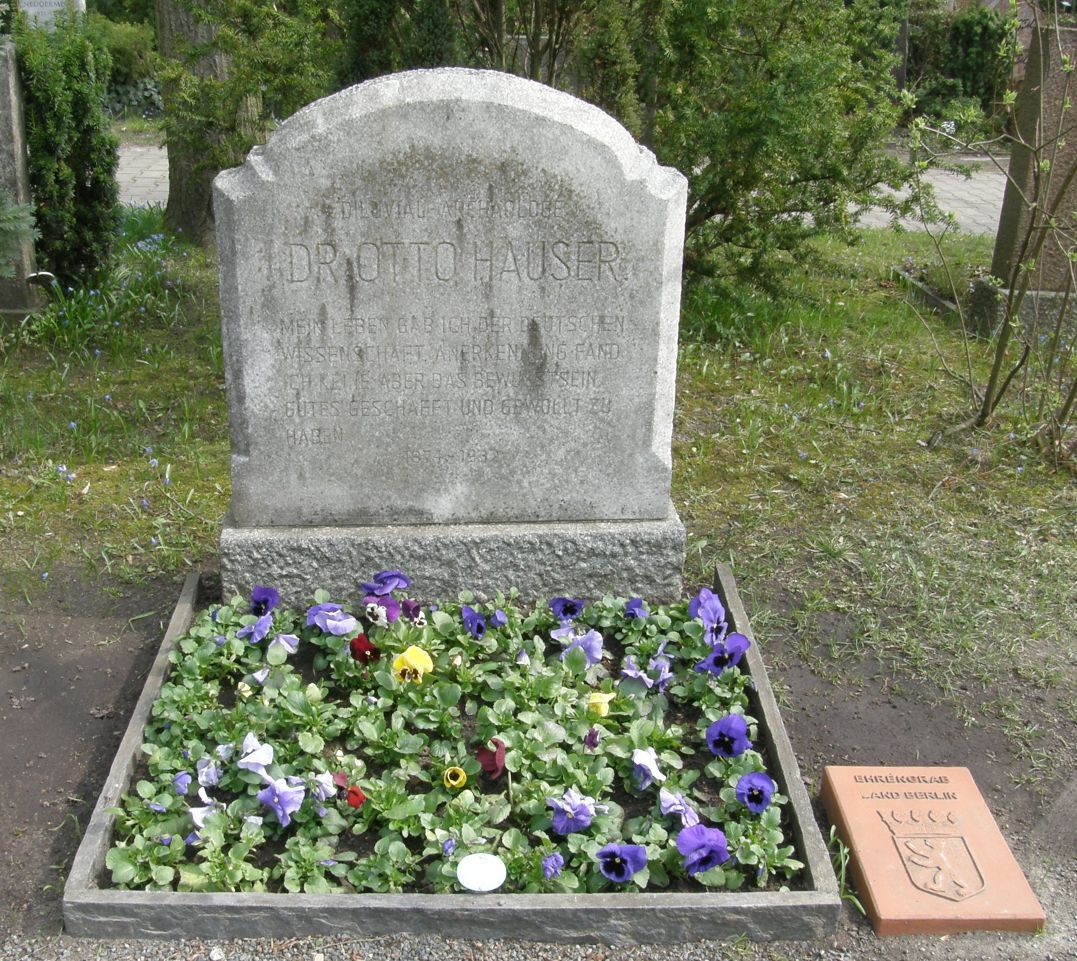
Grab Otto Hausers auf dem Friedhof Wilmersdorf

Wegen des aufkommenden Chauvinismus bei Ausbruch des Ersten Weltkriegs wurde Hauser von französischer Seite als Spion verdächtigt und musste am 2. August 1914 aus Les Eyzies-de-Tayac-Sireuil fliehen. Noch im August 1914 wurden Hausers Wohn-, Arbeits- und Sammlungsräume in Les Eyzies durchsucht und 1153 Briefe beschlagnahmt. Später folgte die Beschlagnahme von Hausers gesamtem Eigentum mit allen Grabungsunterlagen durch den französischen Staat, die 1921 amtlich bestätigt wurde.
1916 wurde Hauser an der Universität Erlangen mit einer Arbeit über das Micoquien promoviert. Hauser begründete darin die Kulturstufe des Micoquien, deren Grundlagen er schon vorher in kleineren Abhandlungen publiziert hatte.
Ohne weitere archäologische Ausgrabungen durchzuführen, verdiente er seinen Lebensunterhalt mit populärwissenschaftlichen Vorträgen und Büchern an verschiedenen Orten, meist in Berlin. Von 1925 bis 1929 lebte er in Weimar, von 1929 bis zu seinem Tode wieder in Berlin. Die Bücher, insbesondere das Übersichtswerk Der Mensch vor 100.000 Jahren, hatten damals hohe Auflagen und genossen Popularität in der breiten Öffentlichkeit.
Otto Hausers Grab auf dem Friedhof Wilmersdorf wurde von 1990 bis 2014 als Ehrengrab des Landes Berlin geführt. Auf seinem Grabstein stehen folgende Worte „Mein Leben gab ich der deutschen Wissenschaft. Anerkennung fand ich keine. Aber das Bewusstsein, Gutes geschafft und gewollt zu haben. 1874–1932“.

## Schriften
- Ein römisches Militärhospiz. Gull, Stäfa 1897.
- Das Amphitheater Vindonissa. Gull, Stäfa 1898.
- Der Kampf um Vindonissa. Gull, Stäfa 1898.
- Vindonissa: das Standquartier römischer Legionen, nach seinen Ausgrabungen in Wort und Bild dargestellt. Polygraphisches Institut, Zürich 1904.
- Die neuesten Ausgrabungen auf La Micoque (Dordogne) und ihre Resultate für die Kenntnis der pälolithischen Kultur. Stünzi & Co, Schaffhausen 1907.
- Le Périgord Préhistorique: Guide pour les excursions dans les Vallées de la Vézère et de la Dordogne et pour l étude de leurs stations préhistoriques. Regue, Le Bugue 1911.
- La Micoque. Die Kultur einer neuen Diluvialrasse. Veit & Comp, Leipzig 1916.
- Der Mensch vor 100000 Jahren. Brockhaus, Leipzig 1917. Schwedische Ausgabe: Människan för 100,000 år sedan. Gebers, Stockholm 1918
- Urmensch und Wilder: Eine Parallele aus Urwelttagen und Gegenwart. Ullstein, Berlin 1920. Schwedische Ausgabe: Urmänniskor och vildar. Gebers, Stockholm 1919. Jiddische Ausgabe: Urmensh un ṿilder a paralel tsṿishn der farhisṭorisher tsayṭ un der itsṭiger. 1923.
- Leben und Treiben zur Urzeit, das unsere Jugend kennen sollte. Bong, Berlin 1921.
- Der Aufstieg der ältesten Kultur. Buchhandlung Freiheit, Berlin 1922.
- Die Urentwicklung der Menschheit. Buchhandlung Freiheit, Berlin 1922.
- Dort, wo der Menschheit Wiege stand: eine Erzählung. Buchhandlung Freiheit, Berlin 1922.
- Gebräuche der Urzeit. Buchhandlung Freiheit, Berlin 1922.
- Urwelttiere. Buchhandlung Freiheit, Berlin 1922.
- Was ist Urgeschichte?: eine Vorlesung im Zyklus „Einführung in die Urgeschichte“. Thüringer VA, Jena 1923.
- Urzeit und Völkerkunde. Thüringer VA, Jena 1924.
- Ins Paradies des Urmenschen. Drei Jahrzehnte Urweltforschung. Thüringer VA, Jena 1925.
- Die große zentraleuropäische Urrasse: La Micoque – Ehringsdorf – Byči skála – Předmost – Kišla Nedžimova. Beltz, Langensalza 1925.
- Urgeschichte: Auf Grundlage praktischer Ausgrabungen und Forschungen. Thüringer VA, Jena 1925.
- Vom Urmenschen und seiner Welt zum Menschen der Gegenwart: eine Einführung in das Verständnis der Kultur der Ur- und Vorgeschichte. Wachsmuth, Leipzig 1926.
- Der Erde Eiszeit und Sintflut: Ihre Menschen, Tiere und Pflanzen. Stilke, Berlin 1927.
- Neue Dokumente zur Menschheitsgeschichte. Verlag für Urgeschichte und Menschforschung, Weimar 1928. (Aufsatzsammlung, als Herausgeber).
- Urwelt. Büchergilde Gutenberg, Berlin 1929.

## Fundbestände aus Grabungen Hausers und Nachlässe
- Bremen: Hauser-Dokumente (Nachlass Karl Brandt)
- Bonn (Funde publiziert von Karl Josef Narr)
- Reiss-Engelhorn-Museen Mannheim: Sammlung Gabriel von Max
- Museum für Vor- und Frühgeschichte (damals Vorgeschichtliche Abteilung am Berliner Völkerkundemuseum)[11]
- British Museum London
- Naturhistorische Gesellschaft Nürnberg: Sammlung Adalbert Neischl[7]
- Ur- und Frühgeschichtliche Sammlung an der Friedrich-Schiller-Universität Jena
- Ur- und Frühgeschichtliche Sammlung der Universität Erlangen[6][12][13]
- Hildesheim
- Zeitz, Sammlung von Rudolf Drößler[14]